# Kaponya Judit
Kaponya Judit (Kaposvár, 1931. június 7. – 2016. május 20.) festő, grafikus.

## Életpályája
Gyermekéveit Dombóváron töltötte, mert édesapja itt volt fogorvos és fül-orr-gégész. Elemi tanulmányait a Szent Orsolya-rendi apácáknál végezte, majd az Esterházy Miklós Nádor Gimnáziumban tanult tovább, ott 1949-ben érettségizett. Marczell György festőművész, gimnáziumi tanár fedezte fel tehetségét. 1949–1954 között a Magyar Képzőművészeti Főiskola festő szakát végezte el.
Mesterei: Domanovszky Endre, Pór Bertalan. Először az akkor induló Magyar Televíziónál dolgozott, az esti mesék és az iskolatelevízió illusztrációit készítette. Tanulmányúton járt Olaszországban. 1972-ben nagy szerelmével Kondor Bélával Szentendrére a Régi művésztelepre költözött. 2004-ben fedezték fel szembetegségét, később meg is vakult. Ebben az időszakban ismét Czabarka Györggyel élt együtt 2009-ig.

### Családja
1952-ben ment férjhez Czabarka György operatőrhöz. Egy fiuk született, Czabarka Péter.

## Önálló kiállítások

### Magyarországon
- Fővárosi Művelődési Ház, Budapest – 1968
- Fényes Adolf Terem, Budapest – 1970
- Móra Ferenc Múzeum, Szeged – 1970
- Helikon Galéria, Budapest – 1975
- Hatvany Lajos Múzeum, Hatvan – 1976
- Kaponya Festőművész Három Képe Petőfi Sándor Művelődési Központ, Esztergom – 1976
- Művésztelepi Galéria, Szentendre – 1981
- Keresztény Múzeum, Esztergom – 1982
- Somogyi Képtár, Kaposvár – 1982
- Iskola Galéria, Csepel – 1986
- Dombóvári Galéria, Dombóvár – 1991, 2019[2]
- Vujisics Tihamér Zeneiskola Nagyterme, Szentendre – 2000
- Árpád Múzeum, Ráckeve – 2003
- Szentendrei Képtár, Szentendre – 2004

A szentendrei Ferenczy Múzeumban és az esztergomi Keresztény Múzeumban találhatók műveiből.

### Külföldön
Isztambul, Ankara és Athén

## Díjak, elismerések
- Dombóvár város díszpolgára – 1991

## Emlékezete
- Kerámiaportréja a Dombóvári Pantheonban – az Ivanich-üzletház árkádjának falán Dombóváron – 2012[3]